# پدیده‌های دیداری

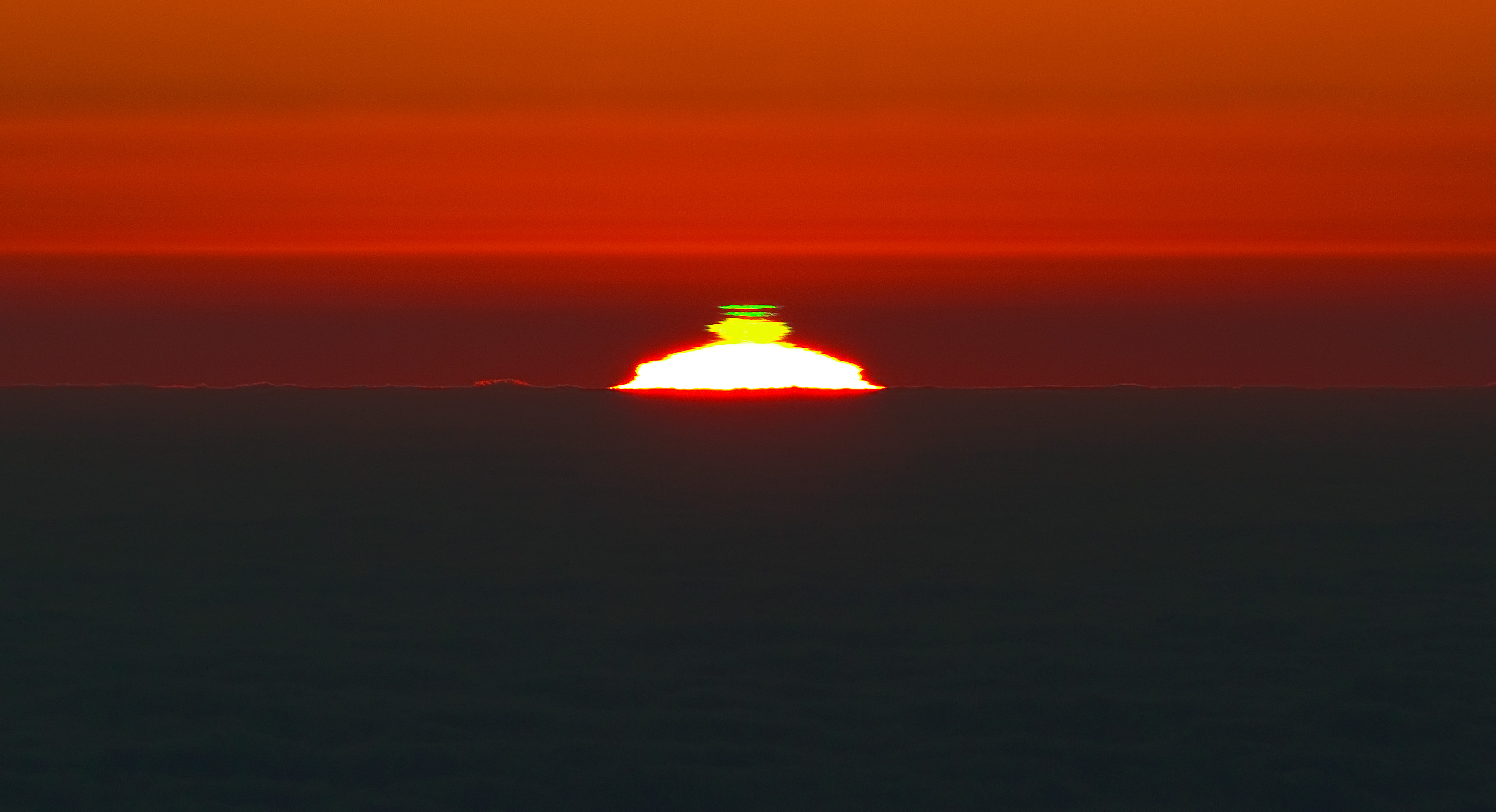
درخش سبز که برای لحظه‌ای در قسمت بالایی خورشید در حال غروب دیده می‌شود.

پدیده‌های دیداری (به انگلیسی: Optical Phenomena) یا اپتیکال، پدیده‌های قابل مشاهده، حاصل تقابل نور و ماده هستند. سراب به عنوان مثال، یک پدیدهٔ دیداری است. پدیده‌های دیداری معمول، حاصل فعل و انفعالاتی هستند که میان نور خورشید یا ماه و اتمسفر، ابر، آب، خاک و ذرات معلق دیگر رخ می‌دهد. یکی از نمونه‌های رایج، رنگین‌کمان است که در اثر انعکاس و انکسار نور توسط قطرات آب به وجود می‌آید. پدیده‌های دیگری مانند پرتوسبز (زمانی که خورشید در هنگام غروب و عبور از خط افق برای زمان کوتاهی با بازتاب سبز رنگی بالای سرش دیده می‌شود) به ندرت رخ می‌دهند و همین موضوع سبب شده است که این پدیده شبیه به افسانه به نظر برسد. همچنین، دیدن پدیده فاتامورگانا (نوعی سراب که به علت تفاوت دمای سطح و دمای لایهٔ بالاتر ایجاد می‌شود و موجب می‌شود اجسام در وضعیت عجیبی دیده شوند، مانند کشتی‌هایی که وارونه دیده می‌شوند) در بعضی مناطق ساحلی اتفاق نادری نیست. پدیده‌های دیگری مانند شکست نور توسط یک منشور نیز پدیدهای دیداری جالبی هستند که در کلاس‌های درس به دفعات مورد مشاهده قرار می‌گیرند.

## فهرست
پدیده‌های نوری شامل پدیده‌هایی می‌شوند که به دلیل خصوصیات نوری اتمسفر، چشم انسان، اشیاء و سایر ویژگی‌های طبیعت به وجود می‌آیند. همچنین در اینجا پدیده‌های غیرقابل توضیحی ذکر شده‌اند که می‌تواند دارای یک «توضیح اپتیکال» یا «تصورات اپتیکال» -ی باشد که توضیحات علمی آن‌ها نادیده گرفته شده است.
پدیده‌های بسیاری وجود دارد که حاصل رفتار موجی یا ذره ای نور است. برخی فقط با اندازه‌گیری دقیق با استفاده از ابزارهای علمی قابل مشاهده هستند. یکی از مشاهدات مشهور، مربوط به خمش نور یک ستاره توسط خورشید است که هنگام کسوف خورشید مشاهده شده است. این نشان می‌دهد که فضا منحنی است، همان‌طور که تئوری نسبیت پیش‌بینی می‌کند.
- پس تاب
- هواتاب
- نوار الکساندر
- درخشش آلپ
- پرتوهای پادنیمتابی
- پادخورشید
- شفق قطبی
- کمربند ناهید